# بيوتر غيزا
بيوتر غيزا (بالبولندية: Piotr Giza)‏ مواليد 28 فبراير 1980 في كراكوف، هو لاعب كرة قدم بولندي دولي سابق كان يلعب كلاعب وسط. اعتزل اللعب عام 2011. سبق له أن لعب في كأس العالم لكرة القدم مع منتخب بلاده.

## روابط خارجية
- بيوتر غيزا على موقع قاعدة بيانات كرة القدم.إي يو (الإنجليزية)
- بيوتر غيزا على موقع ناشيونال فوتبول تيمز (الإنجليزية)
- بيوتر غيزا على موقع Soccerway.com (الإنجليزية)
- بيوتر غيزا على موقع عالم كرة القدم.نت (الإنجليزية)